# Хронология вторжения России на Украину (январь 2025)
Эта статья является частью хронологии широкомасштабного вторжения РФ на Украину и описывает события, произошедшие в январе 2025 года.

## 1 января
Ночью и утром российские войска атаковали Украину ударными беспилотниками. По данным ВВС Украины, было запущено 111 беспилотников, из которых 63 были сбиты, 46 локационно потеряны и два вернулись в Россию и Беларусь. Однако обломками частично разрушен бывший Дом Совнаркома (памятник архитектуры) около правительственного квартала в Киеве, повреждены особняк Либермана, здание Национального банка, трамвайные пути и гаражи. Погибла семейная пара (нейробиолог Игорь Зима и биохимик Олеся Сокур), семь человек ранены.
Российские военные в ходе боёв за Курахово заняли Сонцовку.
В ходе боёв за Покровск ВС РФ заняли Воздвиженку.

## 2 января
Ночная атака Украины российскими беспилотниками. По данным ВВС Украины, было запущено 72 беспилотника, из которых 47 сбиты, а 24 локационно потеряны без негативных последствий. О жертвах и разрушениях не сообщается.
По данным Минобороны РФ, над пятью регионами России уничтожены 13 украинских беспилотников. В аэропортах Казани, Калуги, Пензы, Саратова, Саранска и Ульяновска были временно ограничены приём и отправка рейсов.

## 3 января
Атака Киева российскими беспилотниками. По данным местных властей, в городе и области повреждены несколько домов, один человек погиб и четверо ранены.
В городе Шуя в результате покушения был убит российский офицер капитан Дмитрий Нагайко, который по данным украинских спецслужб, был причастен к массовому убийству гражданских в селе Гроза.

## 5 января
Российские военные заняли село Петропавловка, расположенное северо-западнее Курахово.

## 6 января
Минобороны РФ заявило о захвате города Курахово в Донецкой области. Это стало завершением захвата южного Донбасса.

## 8 января
Днём, приблизительно в 16 часов, ВС РФ атаковали двумя авиабомбами завод «Мотор Сич» в центре Запорожья. Одна из бомб взорвалась рядом с центральной проходной завода на проспекте с оживлённым движением общественного транспорта в час пик. Сгорели десятки автомобилей. Погибли 13 человек, 127 пострадали. Четверг, 9 января, был объявлен в Запорожье днём траура.

## 10 января
Ночная атака Украины 72 российскими беспилотниками. По данным ВВС Украины, 33 из них были сбиты, 34 потеряны без негативных последствий, 5 попали в предприятия и хозяйственные постройки в Черниговской области. В Киеве обломки беспилотника повредили многоэтажный дом.
СБУ заявила об ударе беспилотниками и ракетой по складу боеприпасов и разведывательных дронов около села Чалтырь Ростовской области РФ. Местные паблики писали о сильном взрыве, местные власти сообщали о массированной атаке дронов, 16 из которых, по их данным, были сбиты над областью.

## 11 января
По информации губернатора Тамбовской области Евгения Первышова, в результате попаданий двух БПЛА по жилым домам пострадали несколько человек. Минобороны заявило об уничтожении и перехвате 85 беспилотников, двух из них — в небе над Тамбовской областью.

## 12 января
Президент Украины Владимир Зеленский опубликовал  видео с допросом двух пленных военных КНДР, которые попали в плен во время боев в Курской области.

## 13 января
Вооружённые силы РФ в ходе боёв за Великую Новосёлку заняли Нескучное.

## 15 января
По информации украинской стороны, ВС РФ провели серию ударов по объектам украинской газовой и энергетической инфраструктуры. Часть ракет и БПЛА была сбита. По информации местных чиновников, в Ивано-Франковской, Львовской и Харьковской областях объекты энергетики и критически важной инфраструктуры были повреждены.
При содействии ОАЭ прошёл очередной обмен военнопленными по формуле «25 на 25».

## 16 января
В результате массированной атаки украинских дронов в Лисках (Воронежская область) загорелась нефтебаза.

## 17 января
В ходе боёв за Великую Новосёлку 127-я мотострелковая дивизия ВС РФ заняла Времевку.
Российский ракетный удар по Кривому Рогу. Повреждены здание колледжа Национального авиационного университета и жилые дома. Погибли 4 человека, ранены 14.

## 18 января
Ночная российская атака Украины российскими беспилотниками и ракетами. По данным ВВС Украины, было запущено 39 беспилотников и 4 баллистические ракеты «Искандер-М»/KN-23. Две ракеты и 24 беспилотника, как сообщается, были сбиты, а 14 беспилотников-имитаторов — локационно потеряны без негативных последствий.
Две баллистические ракеты ударили по Запорожью, погибли два человека. В Киеве был повреждён вход на станцию метро «Лукьяновская» и другие здания, а также магистральный водопровод и автомобили. Погибли 3 человека и ранены ещё 3. Министерство обороны РФ заявило об обстреле конструкторского бюро «Луч» в ответ на обстрелы ракетами ATACMS территории России.

## 21 января
По заявлениям украинской стороны, ночью с 20 на 21 января ВСУ нанесли удар по Лисинскому НПЗ, расположенному в Воронежской области, загорелись резервуары с ГСМ. По информации губернатора Воронежской области Александра Гусева, силами ПВО было уничтожено несколько БПЛА, но один из них упал на нефтебазу. Также Генштаб ВСУ заявил об ударе по Смоленскому авиационному заводу, что было подтверждено геолоцированными кадрами.
В ходе боёв за Покровск ВС РФ заняли сёла Зелёное и Новый Труд.

## 23 января
По информации главы Запорожской областной администрации Ивана Фёдорова, в результате российского ракетного удара по жилому дому погиб один человек.

## 24 января
Российская ночная атака беспилотниками Киевской области. Обломки сбитых беспилотников попали в дома в Броварах и Глевахе, погибли три человека.
Украинские беспилотники атаковали несколько российских областей. Минобороны РФ заявило о 121 сбитом беспилотнике. Повреждены завод микроэлектроники «Кремний», Институт управления и бизнеса и здание Следственного комитета в Брянске, начались пожары на заводе Рязанской нефтеперерабатывающей компании и на Ново-Рязанской ТЭЦ в Рязанской области. В нескольких аэропортах временно ограничивали полёты.
Количество поимённо известных российских военных, погибших в ходе вторжения, по данным «Русской службы Би-би-си» и «Медиазоны», превысило 90 тысяч (что может составлять 45—65 % от полного числа погибших).

## 28 января
Российская ночная атака Украины беспилотниками. Есть разрушения в нескольких областях. В Киевской области обломками повреждён, среди прочего, музей ретроавтомобилей в Межигорье, в Харькове разрушено предприятие и повреждён газопровод, в Одессе и Чернигове пострадали дома, в Умани Черкасской области — объект инфраструктуры.

## 30 января
Ночью российский беспилотник ударил по многоэтажному дому в Сумах. 10 человек погибли, 13 ранены; в городе объявлен траур. Кроме того, беспилотники атаковали украинские порты на Дунае.

## 31 января
Российский ракетный удар по историческому центру Одессы. Пострадали семь человек. Повреждены около 15 памятников культурного наследия, в том числе четыре музея, филармония и историческая гостиница «Бристоль».